# Laktat dehidrogenaza
Laktat dehidrogenaza (LDH) je enzim prisutan u mnogim organizmima, biljkama i životinjama, te i u čovjeku.
LDH je homo ili hetero tetramer koji se sastoji od M i H proteinskih podjedinica, koje kodiraju geni LDHA (M podjedinica) i LDHB (H podjedinica), tako da razlikujemo:
- LDH-1 - sastoji se od 4H podjedinice - nalazimo ga u srcu i eritrocitima
- LDH-2 - sastoji se od 3H i 1M podjedinice - nalazimo ga u retikuloendotelnom sustavu
- LDH-3 - sastoji se od 2H i 2M podjedinice - nalazimo ga u plućima
- LDH-4 - sastoji se od 1H i 3M podjedinice - nalazimo ga u bubregu, posteljici i gušterači
- LDH-5 - sastoji se od 4M podjedinice - nalazimo ga u jetri i poprečnoprugastim mišićima

LDH katalizira reakciju prijelaza piruvata u laktat, i obratno (Cori-ciklus) uz koenzim NADH, te dehidrogenaciju 2-hidroksibutirata.